# James Gillray
James Gillray (o anche Gilray) (Chelsea, 13 agosto 1757 – Londra, 1º giugno 1815) è stato un disegnatore britannico.
Fu caricaturista, stampatore ed incisore famoso per le sue acqueforti con soggetti di satira politica e sociale, pubblicate soprattutto tra il 1792 e il 1810.

## Biografia
Il padre di Gillray aveva prestato servizio nell'esercito come soldato ed aveva perso un braccio nella battaglia di Fontenoy e, dopo essere stato ricoverato come paziente al Chelsea Hospital, vi era stato ammesso come pensionante esterno. James Gillray iniziò imparando l'arte dell'incisione, ma poi la abbandonò e per un certo periodo si unì a una compagnia di attori girovaghi. Dopo quest'esperienza fece ritorno a Londra e venne ammesso alla Royal Academy; si manteneva facendo incisioni e probabilmente diffondendo un gran numero di caricature, usando vari nomi di fantasia. Le sue caricature sono realizzate prevalentemente con la tecnica dell'acquaforte, dell'acquatinta e, in numero minore, usando la tecnica dell'incisione a retino. Per i lavori di questi anni la sua fonte di ispirazione preferita erano le opere di William Hogarth. Paddy on Horseback, datata 1779, è prima caricatura che gli si possa attribuire con certezza. Due caricature sulla vittoria navale di George Brydges Rodney, pubblicate nel 1782, furono fra le prime ad argomento politico.

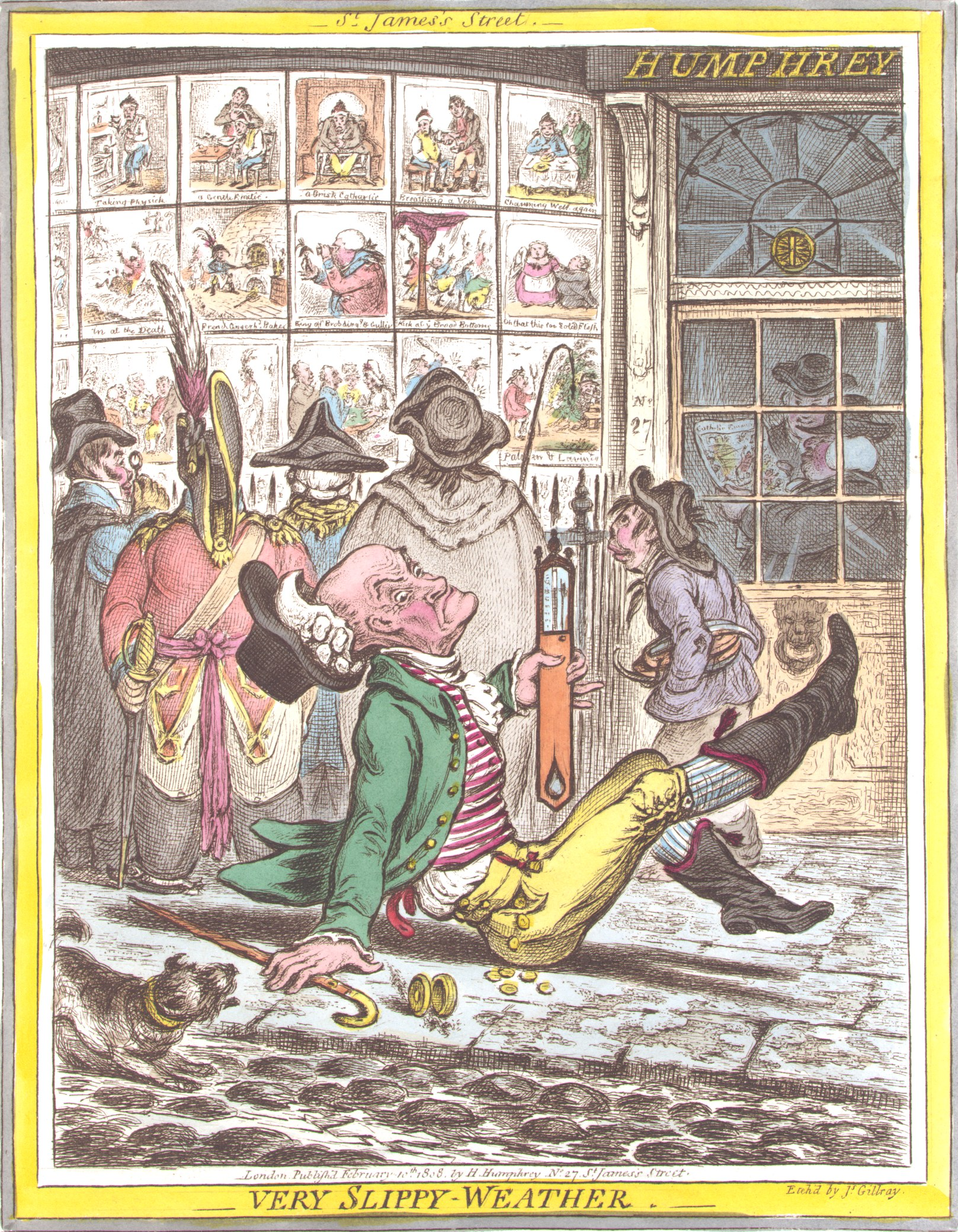
Very Slippy Weather (Tempi molto scivolosi), 1808

L'editore e venditore delle stampe di Gillray era una donna, Miss Hannah Humphrey, che si legò indissolubilmente all'artista: Gillray convisse con lei (spesso chiamata Mrs. Humphrey) per tutto il periodo in cui ebbe successo e, sebbene egli più volte avesse pensato di sposarla, la loro relazione non venne mai ufficializzata, causando anche un certo scandalo. Le stampe di Gillray venivano esposte nella vetrina di Miss Humphrey, dove la folla le esaminava con curiosità. In una delle sue ultime opere, Very Slippy Weather (Tempi molto scivolosi), si vede il negozio di Miss Humphrey in St. James's Street sullo sfondo e sulla vetrina sono attaccate varie stampe di Gillray, precedentemente pubblicate, come ad esempio Tiddy-Doll the Great French Gingerbread Maker, Drawing Out a New Batch of Kings; His Man, Talley Mixing up the Dough (Tiddy-Doll, il grande panettiere francese, tira fuori un'altra infornata di re, mentre il suo aiutante Talley fa l'impasto), una satira sulla inclinazione di Napoleone a nominare nuovi sovrani.

## Gillray e l'arte della caricatura

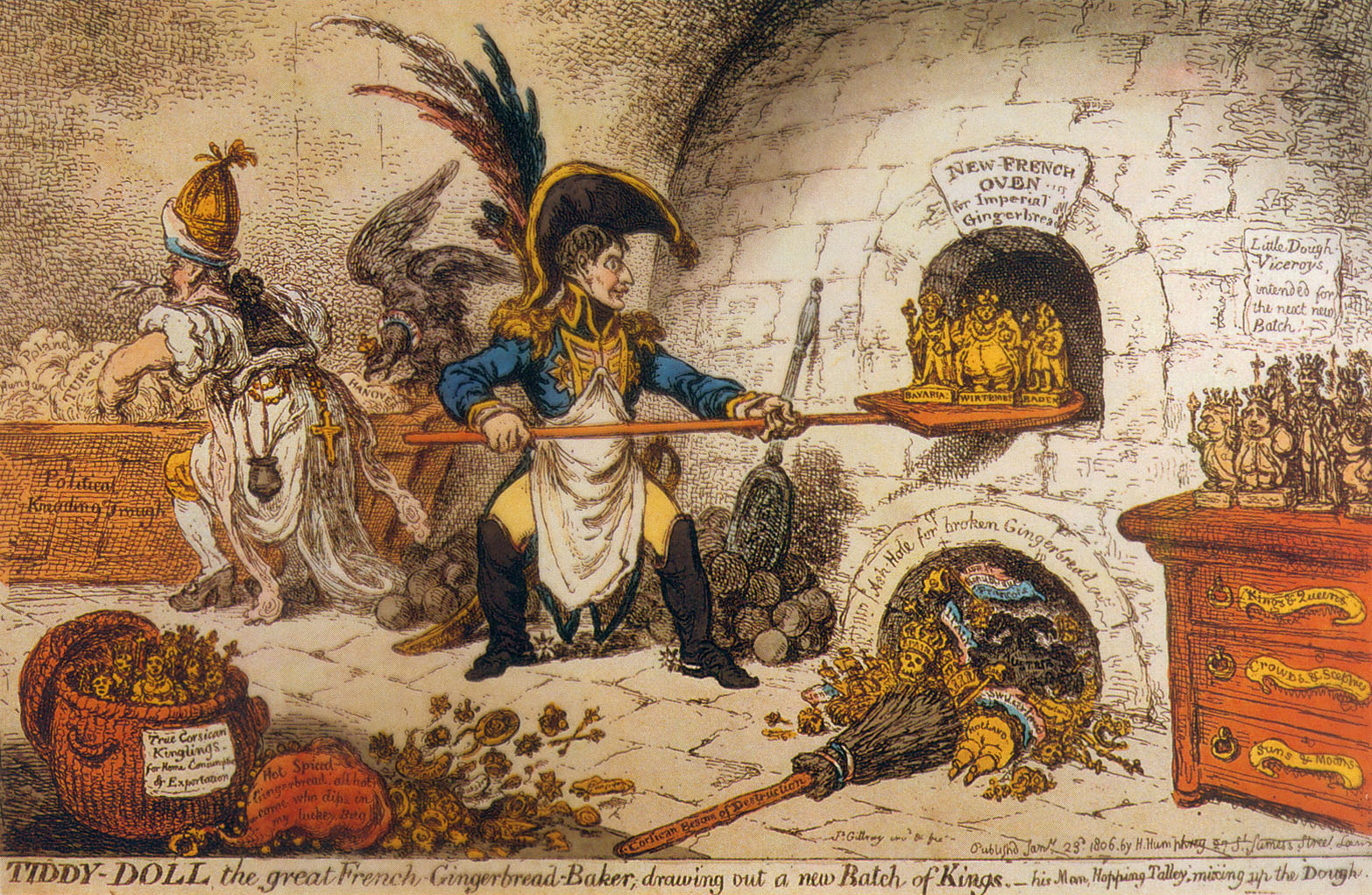
Tiddy-Doll, il grande panettiere francese, tira fuori un'altra infornata di re, mentre il suo aiutante Talley fa l'impasto (1806)

Molte delle sue satire più pungenti sono dirette contro re Giorgio III, il quale, quando gli erano state mostrate alcune stampe dell'artista, aveva affermato di non riuscire a capirle. Per vendicarsi Gillray aveva disegnato A Connoisseur Examining a Cooper (Un esperto esamina un bottaio).
Gli eccessi della Rivoluzione francese risvegliarono l'animo conservatore di Gillray, che quindi realizzò diverse caricature ridicolizzando i francesi (specialmente i giacobini) e Napoleone ed esaltando John Bull (il personaggio che rappresenta la personificazione della Gran Bretagna), molte delle quali pubblicate sulla Anti-Jacobin Review. Tuttavia la sua fede politica non è esattamente individuabile, poiché il suo spirito libero gli consentiva di sferrare i suoi colpi sia contro i Whig sia contro i Tories. Il suo ultimo lavoro, da un disegno di Bunbury, è intitolato Interior of a Barber's Shop in Assize Time (Interno di un negozio di barbiere ai tempi del calmiere) ed è datato 1811. Mentre era impegnato in quest'opera impazzì, mantenendo comunque alcuni intervalli di normalità, durante i quali proseguiva nel suo lavoro. L'arrivo della pazzia deve essere stato affrettato dalle sue intemperanze.
I tempi in cui visse Gillray erano particolarmente favorevoli alla formazione di una grande scuola di caricature. La guerra fra i partiti proseguiva con gran vigore e con non poca acredine e le personalità di entrambe le parti vi indulgevano liberamente. L'incomparabile brio ed umorismo di Gillray, la sua conoscenza del mondo, la sua fertilità di mente, le risorse di cui disponeva, l'acuto senso del ridicolo unitamente alla validità dell'esecuzione, gli procurarono subito il primo posto fra i caricaturisti dell'epoca. Egli si distingue onorevolmente nella toria del caricaturismo poiché i suoi schizzi sono effettive opere d'arte. Le idee contenute in alcune di queste sono sublimi e poeticamente meravigliose nella loro intensità di significato, mentre la franchezza - che alcuni hanno chiamato grossolanità - che altri mostrano è caratteristica della generale libertà di trattazione comune negli ambienti intellettuali del XVIII secolo. Il valore storico delle opere di Gillray è stato riconosciuto da molti perspicaci studiosi di storia. Come è stato giustamente fatto notare: «Lord Stanhope lo ha considerato un veritiero commentatore di discorsi così come un significativo illustratore di eventi.»
La sua influenza politica di allora è testimoniata da una lettera di Lord Bateman, datata 3 novembre 1798. «Le opposizioni - egli scrive - sono basse tanto quanto vogliamo che siano. Voi avete dato un enorme contributo nel ridurle e nel renderle ridicole». La straordinaria operosità di Gillray può essere dedotta dal fatto che gli è stato attribuito un migliaio di caricature, quando alcuni lo ritengono autore di 1.600 o addirittura 1.700 di esse. Egli fu di valore inestimabile per gli studiosi dello stile e per quelli della politica inglesi, attaccando le follie sociali del tempo con una satira pungente. Nulla sfuggiva alla sua attenzione, neppure un insignificante cambio nella moda dell'abbigliamento.
Il grande tocco di Gillray è evidente nel centrare il lato comico di ogni soggetto ed è egugliato solo dalla squisitezza di finitura dei suoi schizzi i più belli dei quali raggiungono una grandezza epica e una miltoniana sublimità di concezione.

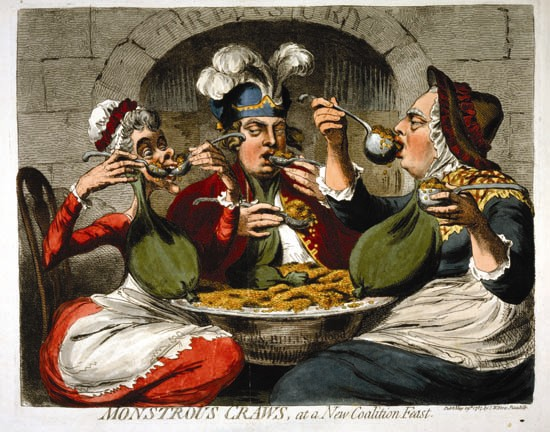
MONSTROUS CRAWS, at a New Coalition Feast (Il Re, la Regina ed il Principe di Galles siedono attorno ad una scodella piena di ghinee e se le versano in bocca con il mestolo. - Incisione all'acquatinta di James Gillray del 29 maggio 1787)

Le caricature di Gillray si possono dividere in due classi, quella politica e quella sociale, benché sia importante non attribuire al termine "serie" alcun significato di continuità e di completezza. Le caricature politiche comprendono un'importante ed inestimabile componente della storia contemporanea all'ultima parte del regno di Giorgio III. Esse circolarono non solo nel Regno Unito ma anche nell'Europa continentale ed esercitarono una profonda influenza sia in Gran Bretagna che all'estero. Nelle stampe politiche Giorgio III, la regina Carlotta, il principe di Galles (successivamente principe reggente) e lo stesso Giorgio IV regnante, Charles James Fox, Pitt il Giovane, Burke e Napoleone sono le figure di maggior rilievo. Nel 1788 comparvero due belle caricature di Gillray:
- Blood on Thunder fording the Red Sea (Sangue sul tuono che guada il Mar Rosso), rappresentante Lord Thurlow[5] che porta Warren Hastings[6] su una striscia di mare con Hastings che pare molto a suo agio e che tiene due grosse borse di denaro
- Market-Day (Giorno di mercato) illustra personaggi ministeriali dell'epoca come bestiame in vendita.

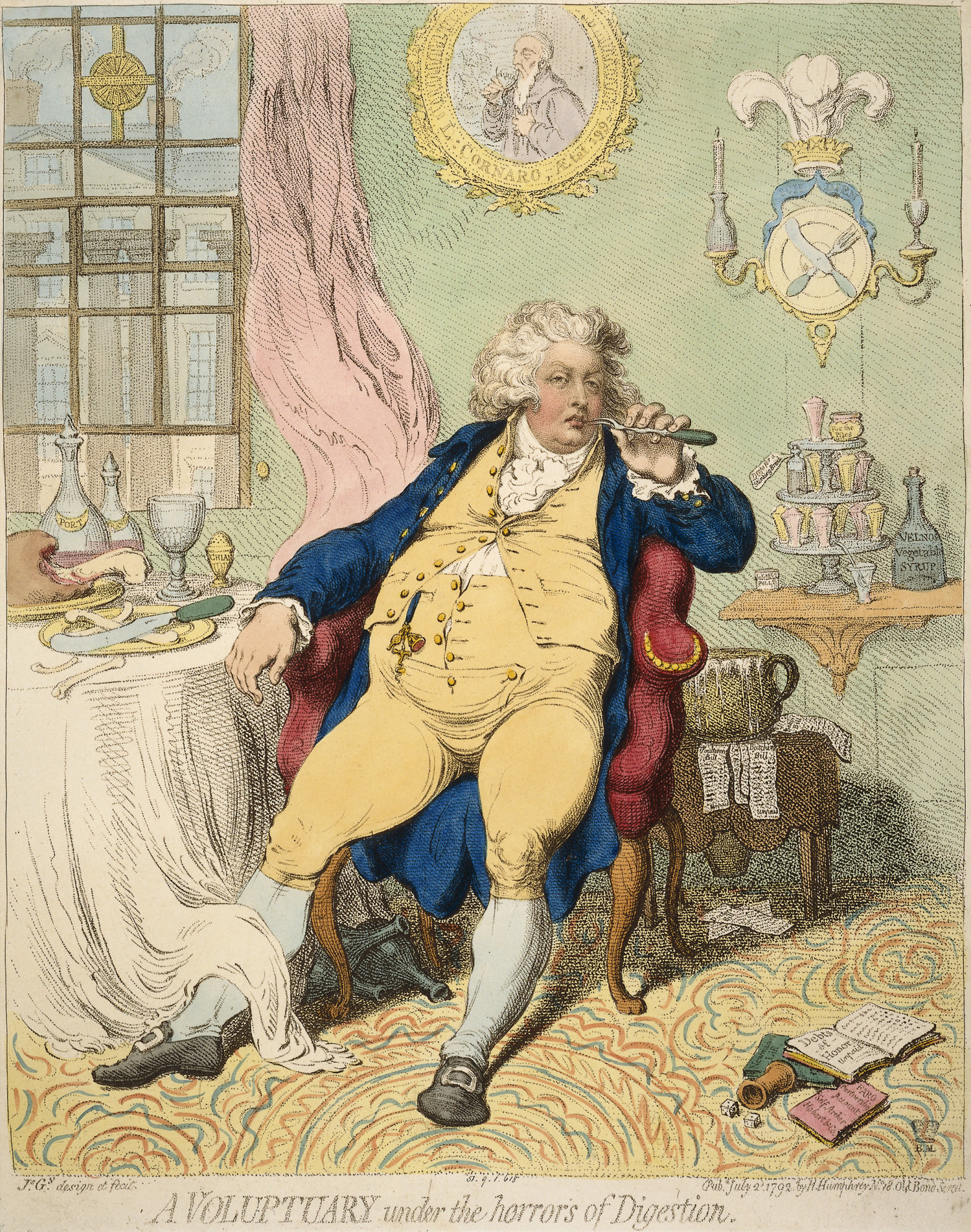
A Voluptuary under the Horrors of Digestion (Un epicureo negli orrori della digestione)

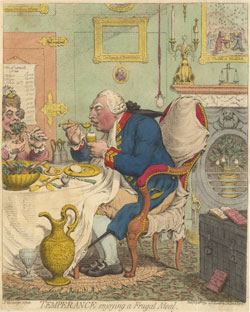
Temperance Enjoying a Frugal Meal (La temperanza si gode un pasto frugale)

Fra le migliori satire di Gillray su Giorgio II vi sono:
- Farmer George and his Wife (Il fattore Giorgio e la moglie), una coppia di incisioni in uno dei quali il re tosta alcuni muffins[7] per la prima colazione e nell'altro la regina sta friggendo spratti;[8]
- A Connoisseur Examining a Cooper (Un esperto che sta esaminando un bottaio);
- L'accoppiata di incisioni: A Voluptuary under the Horrors of Digestion e Temperance enjoying a Frugal Meal, satira sugli eccessi del Principe reggente (successivamente re Giorgio IV) e sulla taccagneria del padre, Giorgio III rispettivamente;
- Royal Affability (Affabilità regale);
- A Lesson in Apple Dumplings (Una lezione negli Apple Dumplings[9]);
- The Pigs Possessed (I maiali invasati)

Fra le caricature politiche si possono citare:
- Britannia between Scylla and Charybdis (La Gran Bretagna fra Scilla e Cariddi), un dipinto in cui Pitt, così spesso bersaglio di Gillray, compare in una luce favorevole;
- The Bridal Night (La notte di nozze);
- The Apotheosis of Hoche (L'apoteosi di Hoche[10]), che concentra in una raffigurazione gli eccessi della Rivoluzione francese;
- The First Kiss these Ten Years (Il primo bacio in questi dieci anni) (1803), un'altra satira sulla pace che si dice abbia divertito molto Napoleone Bonaparte;
- The Handwriting upon the Wall (Il manoscritto sul muro);
- The Confederated Coalition (La coalizione confederata), un attacco alla coalizione che soppiantò il ministero di Addington;
- Uncorking Old Sherry (Sherry invecchiato stappato);
- The Plumb-Pudding in Danger (Il budino a piombo in pericolo), probabilmente la più nota vignetta politica mai pubblicata;
- Comforts of a Bed of Roses (La comodità di un letto di rose);
- View of the Hustings in Covent Garden (Veduta dellapropaganda elettorale a Covent Garden);
- Phaethon Alarmed (Fetonte spaventato);
- Pandora opening her Box (Pandora che apre il suo vaso).

Così come era sfacciato nelle sue osservazioni, Gillray poteva essere incredibilmente sottile, e pungere la vanità con un notevolmente abile approccio. Esempio eclatante di ciò è la sua stampa Fashionable Contrasts;—or—The Duchess's little Shoe yeilding [sic] to the Magnitude of the Duke's Foot (Elegante contrasto - ovvero - La piccola scarpa flessibile della Duchessa rispetto alla grossezza del piede del Duca). Questa fu in'immagine demolitrice che metteva in luce il ridicolo servilismo adulatorio da parte della stampa nei confronti della Duchessa di York, Federica Carlotta di Prussia e la supposta delicatezza dei suoi piedi. Questa stampa mostrava solo i piedi e le caviglie del Duca e della Duchessa di York in una posizione evidentemente copulatoria, con i piedi del Duca ingranditi e quelli della Duchessa disegnati molto piccoli. Questa stampa zittì per sempre la servile adulazione della stampa riguardo all'unione fra il Duca e la Duchessa.

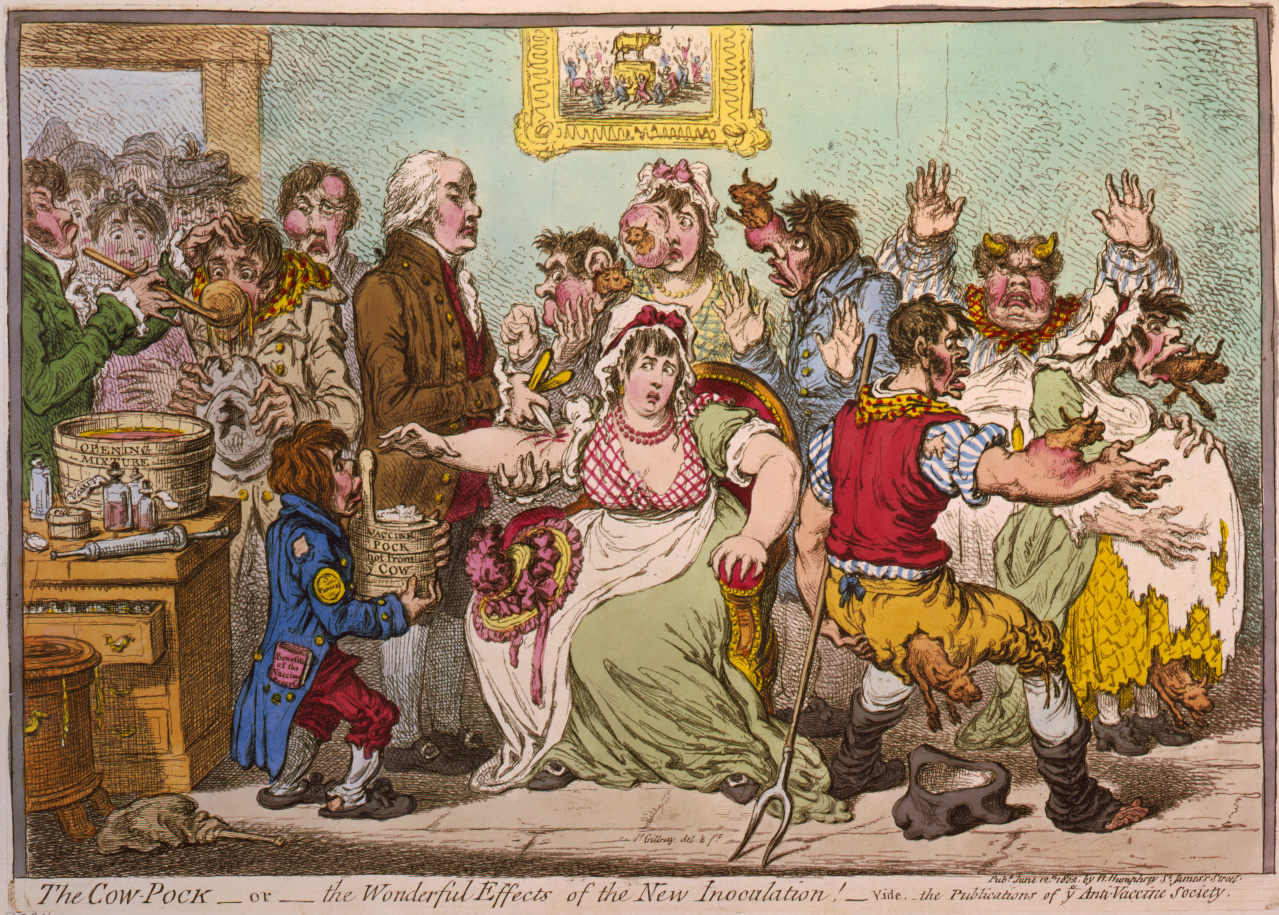
The Cow-Pock—or—the Wonderful Effects of the New Inoculation! (La pustola della mucca - ovvero - I meravigliosi effetti della nuova vaccinazione). Stampa del 1802

L'eterogenea serie di caricature, sebbene abbiano avuto a mala pena l'importanza storica di quelle politiche, è più facilmente comprensibile e più divertente di quelle. Fra le più belle ci sono:
- Shakespeare Sacrificed (Shakespeare sacrificato)
- Flemish Characters (Tipi fiamminghi - due incisioni);
- Two-Penny Whist (che dà un'immagine di Hannah Humphrey);
- Oh that this too solid flesh would melt (Su ciò questa carne troppo dura si ammorbidisce);
- The Gout (La gotta);

ed altre.

## Gli ultimi anni di vita

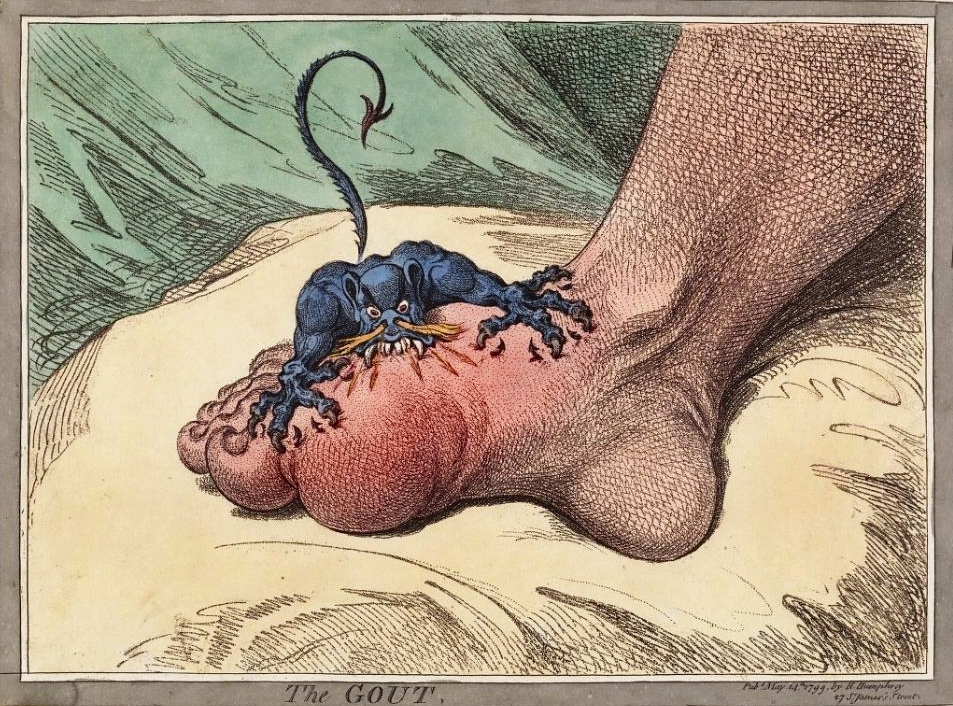
La gotta

La vista di Gillray cominciò a vacillare nel 1806. Egli incominciò ad usare occhiali ma ciò gli pareva insufficiente. Non più in grado di lavorare con la medesima, alta qualità di prima, egli cadde in depressione ed iniziò a bere molto. Produsse le sue ultime opere nel settembre del 1809. Come risultato delle eccessive libagioni, egli cominciò a soffrire di gotta, anche se solo verso il termine della sua vita. Coloro che avevano condiviso le sue pene commentano spesso che l'interpretazione delle sue acqueforti è una idonea esibizione dell'agonia che gli provocava la gotta.
Nel luglio del 1811 Gillray tentò il suicidio lanciandosi dalla finestra di un attico sul negozio di Humphrey in St James's Street. Gillray finì quindi con il divenire pazzo ed a lui badò Hannah Humphrey fino a che egli morì nel 1815.
La sua salma trovò sepoltura nella chiesa di St James, a Piccadilly, Londra.

## Edizioni famose delle opere di Gillray

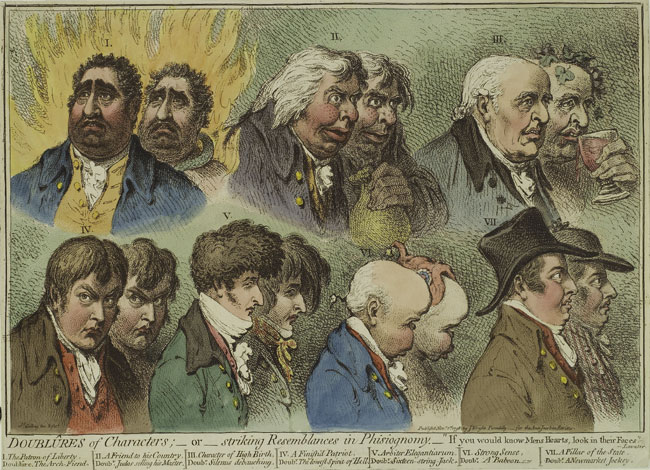
DOUBLÛRES of Characters; – or – striking Resemblances in Phisiognomy. – "If you would know Mens Hearts, look in their Faces" (Controfigure; - ovvero - Impressionanti rassomiglianze fisionomiche - "Se volete leggere nel cuore degli uomini, guardateli in faccia"), 1º novembre 1798

Una selezione delle opere di Gillray apparve nel 1818 ma la prima buona edizione fu quella di Thomas McLean, che fu pubblicata nel 1830. Un attacco in qualche modo aspro, non solo ai personaggi di Gillray, ma anche al suo genio, comparve su Athenaeum nell'ottobre 1831. Esso fu confutato sulla medesima rivista da John Landseer una quindicina di giorni dopo.
Nel 1851 Henry George Bohn diede alle stampe un'edizione in un'elegante versione gigante in folio, con gli schizzi più grossolani - noti come "Incisioni soppresse" - pubblicati in un volume a parte. Per questa edizione Thomas Wright e R.H. Evans scrissero un valido commento che è una pregevole storia del periodo di tempo abbracciato da queste opere.
Purtroppo molte copie delle edizioni di Bohn furono scomposte in fogli singoli e spacciate poi per originali a inconsapevoli acquirenti. Sebbene i due volumi delle edizioni di Both siano spesso descritti come "collezione completa delle opere di Gillray", le cose non stanno così: ad esempio, Doublures of character - or - Striking resemblances in phisiognomy non è compresa in nessuno dei due volumi. Ciò è dovuto principalmente al fatto che questa edizione non fu pubblicata da Hannah Humphrey ma da John Wright per la "Rivista anti-giacobina".
L'edizione successiva, intitolata The Works of James Gillray, the Caricaturist: with the Story of his Life and Times (Le opere di James Gillray, il Caricaturista: con la storia della sua vita e del suo tempo) (Chatto & Windus, 1874), fu opera di Thomas Wright che, con la sua esposizione semplice ed in stile narrativo, fece conoscere Gillray a molti che prima ne ignoravano l'esistenza. Questa edizione, che è edita in un solo volume, contiene due ritratti di Gillray ed oltre 400 illustrazioni. J.J. Cartwright, in una lettera all'Accademia (28 febbraio 1874) richiamò l'attenzione sull'esistenza di un volume manoscritto, conservato nel British Museum, con lettere a e di Gillray ed altri documenti illustrativi. Egli ne diede alcuni estratti in un articolo della Quarterly Review dell'aprile 1874.

## Raccolte di opere di Gillray

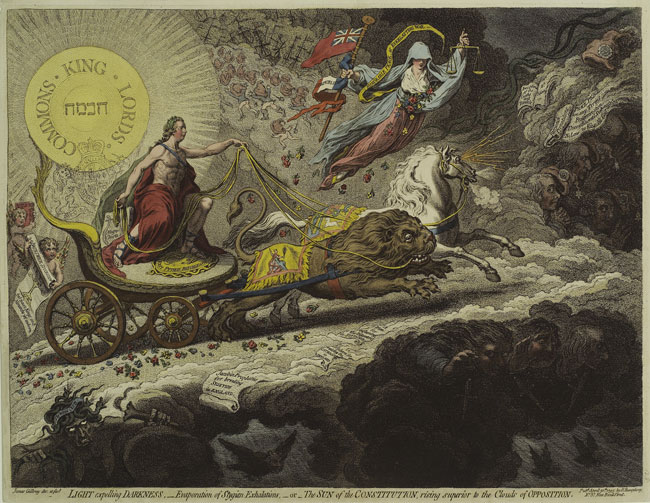
LIGHT expelling DARKNESS, – Evaporation of Stygian Exhalations, – or – The SUN of the CONSTITUTION, rising superior to the Clouds of OPPOSITION. (La luce caccia le tenebre - Evaporazione delle esalazioni dello Stige - ovvero - Il Sole della Costituzione si eleva sopra le nuvole dell'Opposizione)

Negli ultimi anni le opere di Gillray sono diventate molto richieste dai collezionisti. I loro prezzi sono in continua ascesa fin dagli anni settanta ma l'asta tenutasi per la vendita della Draper Hill Collection da parte della casa di aste Phillips a Londra nel 2001 spinse i prezzi a nuove altezze: molti dipinti-chiave, compreso Fashionable Contrasts (Contratti affascinanti), hanno raccolto più di 10.000 $ USA. Tre aste di caricature presso la casa Bonham's di Londra, ciascuna delle quali comprendeva ampie selezioni di stampe di Gillray, confermò questa tendenza. L'ascesa dei prezzi è stato un chiaro esempio che le opere migliori di Gillray sono difficili da trovare a qualunque prezzo. Sfortunatamente per coloro che iniziano una collezione, ciò significa che iniziare oggi è moltopiùdifficile che trent'anni fa, quando una buona copia di Light Expelling Darkness (La luce caccia le tenebre) poteva essere facilmente acquistata per soli 250 $ USA. Una buona copia di questa stampa fu venduta nel 2006 per più di 9.000 $ USA mentre Fashionable Contrasts (Contratti affascinanti) fu venduta il medesimo anno per oltre 20.000  $ USA.
Questa drammatica ascesa dei prezzi ha pure causato tentativi, da parte di venditori di pochi scrupoli, di spacciare stampe dalla Bohn Edition per originali ed è difficile per coloro che non hanno esperienza di queste pratiche distinguere fra queste ristampe (comunemente note come un "Bohn") e gli originali. Gli indicatori principali di una stampa dalle edizioni Bohn sono:
- la presenza di un numero sull'angolo destro, in alto, della stampa (il numero è generalmente sito all'interno della stampa stessa, ma può anche trovarsi sul margine);
- il fatto che le edizioni Bohn furono stampate senza colorazione;
- il fatto che i principali volumi pubblicati dalle edizioni Bohn erano stampati su entrambe le facciate del foglio (le edizioni Bohn delle cosiddette Suppressed Plates (Incisioni soppresse) erano, come gli originali, stampate solo su una facciata della pagina). Comunque il fatto che la stampa sia su una facciata sola non esclude che non sia una ristampa Bohn: esistono parecchi Bohn (per esempio Light Expelling Darkness) che recano un numero ma che sono stampate da un lato solo. Queste stampe da un solo lato e numerate sono stampate su una carta di qualità quasi sempre molto migliore di quella usata per formare il volume e parimenti è normalmente migliore la qualità della stampa.

Si ritiene che queste stampe siano state edite da Bohn con l'intenzione di colorarle successivamente e venderle poi come singole stampe di elevata qualità, come gran parte di quelle pubblicate durante la vita di Gillray. Ci sono molti esempi di queste ristampe su singola facciata, sia colorate che non. Dato che i prezzi dei Bohn stanno generalmente fra un decimo ed un ventesimo di quelli dei corrispondenti originali, venditori di pochi scrupoli tendono a mascherarle da copie originali.
Metodi comuni per fare ciò comprendono:
- descrizioni tortuose che tendono a nascondere il fatto che si tratta in realtà di una ristampa (anche se alcuni di questi commercianti si limitano semplicemente a mentire);
- se il numero è all'esterno della stampa stessa, vengono tagliate le medesime sul bordo della figura;
- se il numero sta nella stampa stessa, viene accuratamente abrasa la superficie per eliminare il numero
- vengono tagliate addirittura strisce dall'immagine per togliere il numero
- poste le stampe su carte od incorniciate in modo tale che sia difficile vedere se sono stampate anche sul retro;
- vengono aggiunti colori

## Influenza delle opere di Gillray
Gillray è ancora considerato il più influente caricaturista politico di tutti i tempi e sia Steve Bell che Martin Rowson, che sono fra i più quotati fumettisti del mondo politico inglese di oggi, lo riconoscono come colui che ebbe probabilmente la maggior influenza fra tutti i loro predecessori in questa particolare materia.
Un buon rapporto su Gillray si può trovare in: Wright, History of Caricature and Grotesque in Literature and Art del 1865.